# Reykjanesbær
Reykjanesbær er et byområde og 145 km² stor kommune i det sydvestlige Island i regionen Suðurnes mellem Hafnarfjörður, og den udgøres af byerne Keflavik, Njarðvík, landsbyen Hafnir og siden 2006 Ásbrú. Kommunen blev skabt i 1995, da indbyggerne i de tre byer stemte om at slå sig sammen til én. Reykjanesbær er det femtestørste byområde i Island.

## Geografi
Af de fire byer er Keflavik den største, mens Hafnir er den mindste og ligger omkring 10 km fra Keflavik. Keflavik og Njarðvík var oprindeligt separate byer, men voksede efterhånden sammen i løbet af anden halvdel af det 20. århundrede, indtil det eneste, der adskilte dem, var en enkelt vej: Nordsiden af vejen hørte til Keflavik og sydsiden til Njarðvík. I 2006, da US Navy lukkede NATO-basen i Keflavik, og blev overtaget af udviklingskontoret Kadeco og omdøbt til Ásbrú. Her blev universitet Keilir etableret i 2007 og huser nu flere campusser samt kommercielle virksomheder, såvel nydannede som eksisterende, der flyttede til området.

## Fritid
I 2009 åbnede Vikingeverden, et museum om vikingernes verden, i Njarðvík. Islands Rock'n'roll-museum åbnede i 2014 i koncert- og konferencecenteret Hljómahöll. Af andre seværdigheder kan nævnes Islands ældste fyrtårn, Reykjanesviti.
Byområdet har to idrætsklubber, Keflavík ÍF og Ungmennafélag Njarðvíkur, golfklubben Suðurnesja samt en hestesportsklub.

## Venskabsbyer
- Kerava, Finland
- Trollhättan, Sverige